# Ніколає Черномаз
Ніколає Черномаз (14 грудня 1949, Циганка — 6 квітня 2023) — молдовський дипломат. Надзвичайний і Повноважний Посол Молдови в Україні.

## Біографія
Народився 14 грудня 1949 р. у с. Циганка Кантемірського р-ну, Молдова. У 1971 закінчив Молдовський державний університет, історичний факультет. У 1979 аспірантуру Московського державного університету ім. М. Ломоносова. Кандидат історичних наук. Володіє російською та французькою мовами.
З 1971 по 1973 — служба в Радянській Армії;
З 1973 по 1976 — інструктор ЦК ЛКСММ;
З 1979 по 1981 — викладач кафедри історії Молдовського державного університету;
З 1981 по 1983 — старший референт відділу культури Ради Міністрів МРСР;
З 1983 по 1990 — завідувач кафедри теорії виховання Державного педагогічного інституту ім. Іона Крянге;
З 1990 по 1991 — заступник Генерального Директора Державного департаменту з питань туризму МРСР;
З 1991 по 1994 — Генеральний директор Національної асоціації з питань туризму «Молдова-тур»;
З 1994 по 1997 — Генеральний директор Державної компанії «Молдова-тур»;
З 1999 по 2000 — Надзвичайний і Повноважний Посол Молдови в Будапешті (Угорщина) та за сумісництвом — в Хорватії та Чехії;
З 2000 по 2001 — Міністр закордонних справ Республіки Молдова.
З 2003 по 2005 — Надзвичайний і Повноважний Посол Республіки Молдова в Києві (Україна).